# 大行宫

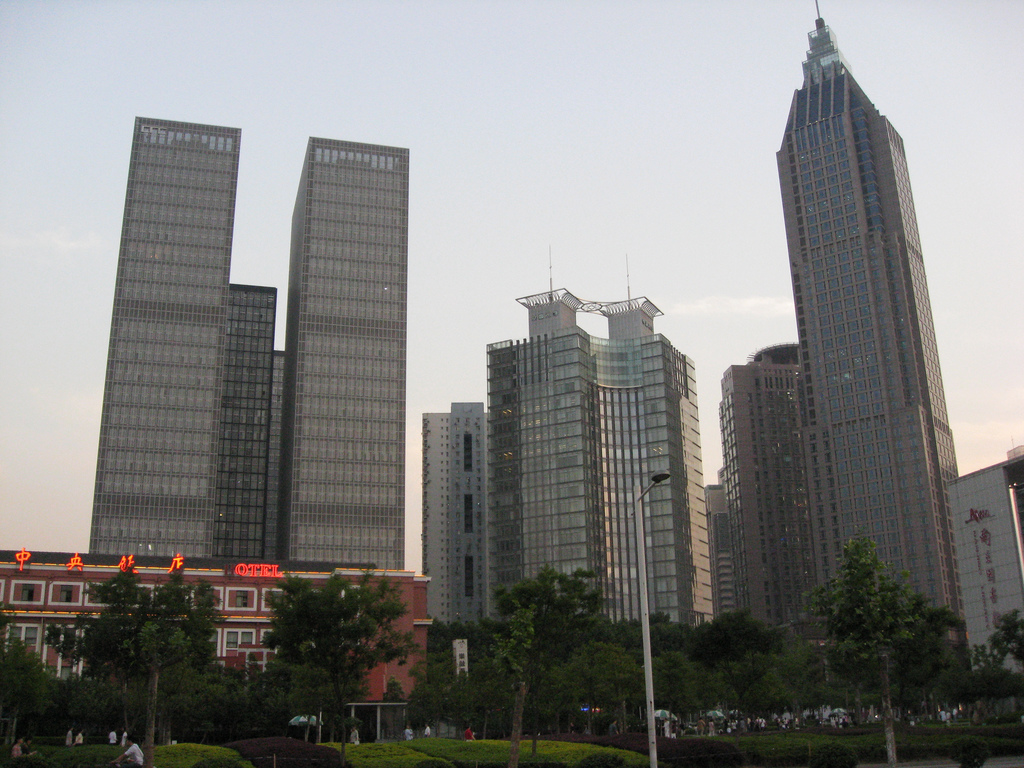
大行宫的现代建筑群

大行宫是中国江苏省南京市中心区一个地名。大致是指秦淮区和玄武区交界处太平南路、太平北路、中山东路、长江路等道路交汇处附近地区。
大行宮地帶歷史悠久，曾经长期是南京的政治中心。根據考古發掘，六朝時期（東吳，東晉， 南朝宋、齊、梁、陳）大行宮是建康城宫城所在。明代的王府、清代的两江总督府及江宁织造府、太平天国天王府、中华民国总统府等。清代乾隆南巡时屡次驻扎江宁织造府，后改府衙为江宁行宫。同治年间编撰的《上江两县志》，已将江宁行宫称为大行宫。
明清时期，在今日太平南路的位置，已经形成花牌楼商业街。1929年，开辟中山东路。1931年，花牌楼拓宽改造成新式马路太平路后，仍是南京的繁盛街道之一。
南京地铁2号线、3号线设有大行宫站。